# Royal Academy of Music (Opernunternehmen)
Die Royal Academy of Music war ein Opernunternehmen, das 1719 in London unter der Schirmherrschaft Georgs I. gegründet wurde. Damit wurde eine ständige italienische Oper eröffnet, welche die damals bekanntesten europäischen Gesangssolisten nach England zog. Spielstätte wurde das King’s Theatre am Londoner Haymarket. Während Johann Jacob Heidegger die kaufmännische Leitung übernahm, wurde Georg Friedrich Händel musikalischer Leiter der Royal Academy of Music und komponierte eine Reihe von Opern für sie, beispielsweise Radamisto (1720), Giulio Cesare (1724) oder Rodelinda (1725).
1728 löste sich das Unternehmen infolge wirtschaftlicher Misserfolge wieder auf. Dazu beigetragen hatten nicht zuletzt John Gay und Johann Christoph Pepusch mit The Beggar’s Opera, einer Satire auf die italienische Opera seria.
Nach einer Saison Pause gründeten Heidegger und Händel dann die New Academy oder Second Academy und bespielten das Haymarket-Theater auf diese Weise bis 1734. Dann löste sich auch die zweite Akademie auf, Händel zog ins Coventgarden-Theatre um, und Heidegger vermietete das King’s Theatre an die Opera of the Nobility.